# Kariba
Kariba er en by i den nordlige del af Zimbabwe, med et indbyggertal på cirka 21.000. Byens er opkaldt efter Karibasøen, som den ligger ved bredden af, tæt ved grænsen til nabolandet Zambia.